# Ly Tong
Ly Tong (Huế, 1º settembre 1946 – San Diego, 5 aprile 2019) è stato un attivista e aviatore vietnamita.

## Carriera da aviatore
Nel 1965, all'età di 19 anni, si unì alla Forza aerea della Repubblica del Vietnam. Fu assegnato allo squadrone di caccia "Black Eagle" del Vietnam del Sud. Il suo Cessna A-37 Dragonfly venne abbattuto nello spazio aereo di Ho Chi Minh City durante gli ultimi giorni del conflitto e Ly Tong venne imprigionato in un campo di lavoro dal quale, dopo svariati tentativi di evasione, riuscì a fuggire dopo cinque anni. Dopo due anni di fuga rocambolesca durante la quale attraversò Vietnam, Cambogia, Thailandia, Malaysia e lo Stretto di Johor arrivò infine al consolato statunitense a Singapore dove chiese asilo politico.
Nel 1984 ottenne asilo negli Stati Uniti e ricevette una lettera dell'allora presidente Ronald Reagan per la sua lotta per ottenere la libertà dalla prigionia in Vietnam. Conseguì un master in Scienze politiche presso l'Università di New Orleans e ha scritto un romanzo in vietnamita.

## L'attivismo politico
Negli anni '90 decise di intraprendere attività anticomuniste e nel 1992 dirottò un aereo di linea della Vietnam Airlines decollato da Bangkok costringendo il pilota a sorvolare Ho Chi Minh City a bassa quota in modo da poter lanciare migliaia di volantini che chiedevano l'insurrezione contro il governo comunista del Vietnam. Saltò dall'aereo con un paracadute, ma atterrò in una palude e fu arrestato dai soldati vietnamiti e condannato a 20 anni di reclusione, nel 1998, però, il governo vietnamita lo rilasciò, insieme ad altri attivisti per la democrazia, in occasione di un programma di amnistia.
Il 1º gennaio 2000 volò sull'Avana, a Cuba, e lanciò volantini incoraggiando il popolo cubano a sollevarsi e ribellarsi contro il governo di Fidel Castro. Al suo ritorno al Kendall-Tamiami Executive Airport in Florida, fu arrestato ed interrogato dal United States Immigration and Customs Enforcement, ma fu rilasciato senza accuse. La Federal Aviation Administration sospese in tale occasione la sua licenza di volo, ma fu acclamato eroe da alcuni cubano-americani e ci fu una parata in suo onore.
Il 17 novembre 2000, lui e un copilota volarono in Thailandia, qui dirottarono un aereo lanciando 50.000 opuscoli su Ho Chi Minh City in occasione della visita ufficiale di Bill Clinton, sui volantini chiedevano manifestazioni armate contro il governo comunista del Vietnam. Al rientro fu arrestato dal governo thailandese e, nel 2006, rilasciato per tornare negli Stati Uniti.
Nel febbraio e marzo 2008 condusse uno sciopero della fame al municipio di San Jose, protestando contro gli sforzi della consigliera comunale Madison Nguyen per nominare un quartiere della città "New Saigon Business District" invece di "Little Saigon".
Il 26 agosto 2008, Ly Tong noleggiò a Seul un aereo e assunse un pilota. Iniziato il viaggio, Tong chiese al pilota di dirigersi sulla Corea del Nord in modo da poter distribuire volantini anticomunisti ai nordcoreani. Il pilota gli disse che a causa della mancanza di carburante sarebbero dovuti tornare a Seoul per rifornirsi e nel frattempo inviò un segnale d'emergenza alle autorità aeroportuali. All'atterraggio, Tong fu arrestato e brevemente detenuto dalle autorità dell'aeroporto.
Fu nuovamente arrestato nel luglio 2010 per un attacco con spray al peperoncino ai danni del cantante vietnamita Dam Vinh Hung, avvenuto durante un concerto a Santa Clara. Il cantante supportava il Vietnam del Nord e i suoi valori comunisti e, dato che il concerto ebbe luogo in California, dove molti vietnamiti si oppongono ai valori comunisti da cui sono fuggiti, la sicurezza era serrata. Ly Tong si travestì da crossdresser per sfuggire alla sicurezza spruzzò lo spray al peperoncino in faccia al cantante mentre gli veniva porto un fiore sul palco. Fu condannato per due reati minori - semplice assalto e resistenza all'arresto - e due crimini, incluso l'uso di gas lacrimogeni e furto di secondo grado con l'intento di commettere un crimine. Il 22 giugno 2012 fu condannato a 6 mesi di prigione e 3 anni di libertà vigilata.